# Le grandi avventure di Bert & Ernie
Le grandi avventure di Bert & Ernie (Bert and Ernie's Great Adventures in originale) è una parte del programma televisivo per bambini Sesamo apriti prodotta da Sesame Workshop, andata in onda su PBS Kids (Stati Uniti d'America) tra il 2008 e il 2010. Mentre in Italia, la serie è andata in onda nel 2009 su Rai 3 e nel maggio 2010 su Rai Yoyo.

## Episodi
Prima Stagione
| nº | Titolo originale  | Titolo italiano     | Prima TV USA      | Prima TV Italia |
| -- | ----------------- | ------------------- | ----------------- | --------------- |
| 1  | Tiny Town         | Minicittà           | 11 agosto 2008    | 2009            |
| 2  | Pirates           | Pirati              | 3 settembre 2008  | 2009            |
| 3  | Planet Bert       | Pianeta Bert        | 8 settembre 2008  | 2009            |
| 4  | Bakers            | Fornai              | 29 settembre 2008 | 2009            |
| 5  | Cavemen           | Cavernicoli         | 11 settembre 2008 | 2009            |
| 6  | Rainforest        | La foresta pluviale | 26 settembre 2008 | 2009            |
| 7  | Penguin           | Pinguino            | 19 settembre 2008 | 2009            |
| 8  | Wild West         | Selvaggio West      | 17 settembre 2008 | 2009            |
| 9  | Three Wishes      | Tre desideri        | 3 ottobre 2008    | 2009            |
| 10 | Inventors         | Inventori           | 9 settembre 2008  | 2009            |
| 11 | Museum Guards     | Al museo            | 24 settembre 2008 | 2009            |
| 12 | Mountain Climbers | Scalatori           | 15 settembre 2008 | 2009            |
| 13 | Deep Sea          | Mare profondo       | 5 settembre 2008  | 2009            |
| 14 | Pigeonia          | Picciolandia        | 10 settembre 2008 | 2009            |
| 15 | Ernlock Holmes    | Detective           | 25 settembre 2008 | 2009            |
| 16 | Superheroes       | Eroi                | 16 settembre 2008 | 2009            |
| 17 | Kung Fu           | Guardiani reali     | 6 ottobre 2008    | 2009            |
| 18 | Wizards With Elmo | Scuola di magia     | 1⁰ ottobre 2008   | 2009            |
| 19 | Beach             | La spiaggia         | 8 ottobre 2008    | 2009            |
| 20 | Invisible         | Invisibili          | 22 settembre 2008 | 2009            |
| 21 | Piano Movers      | Traslocatori        | 23 settembre 2008 | 2009            |
| 22 | Cliptecs          | Graftechi           | 2 ottobre 2008    | 2009            |
| 23 | Knights           | Cavalieri           | 18 settembre 2008 | 2009            |
| 24 | Secret Agents     | Agenti segreti      | 12 settembre 2008 | 2009            |
| 25 | Rodeo             | Il rodeo            | 30 settembre 2008 | 2009            |
| 26 | Chariot           | Gara di bighe       | 7 ottobre 2008    | 2009            |

Seconda Stagione

## Personaggi e doppiatori
| Personaggio | Doppiatore originale | Doppiatore italiano |
| ----------- | -------------------- | ------------------- |
| Ernie       | Steve Whitmire       | Andrea Zalone       |
| Bert        | Eric Jacobson        | Stefano Brusa       |